# 麦金莱纪念碑

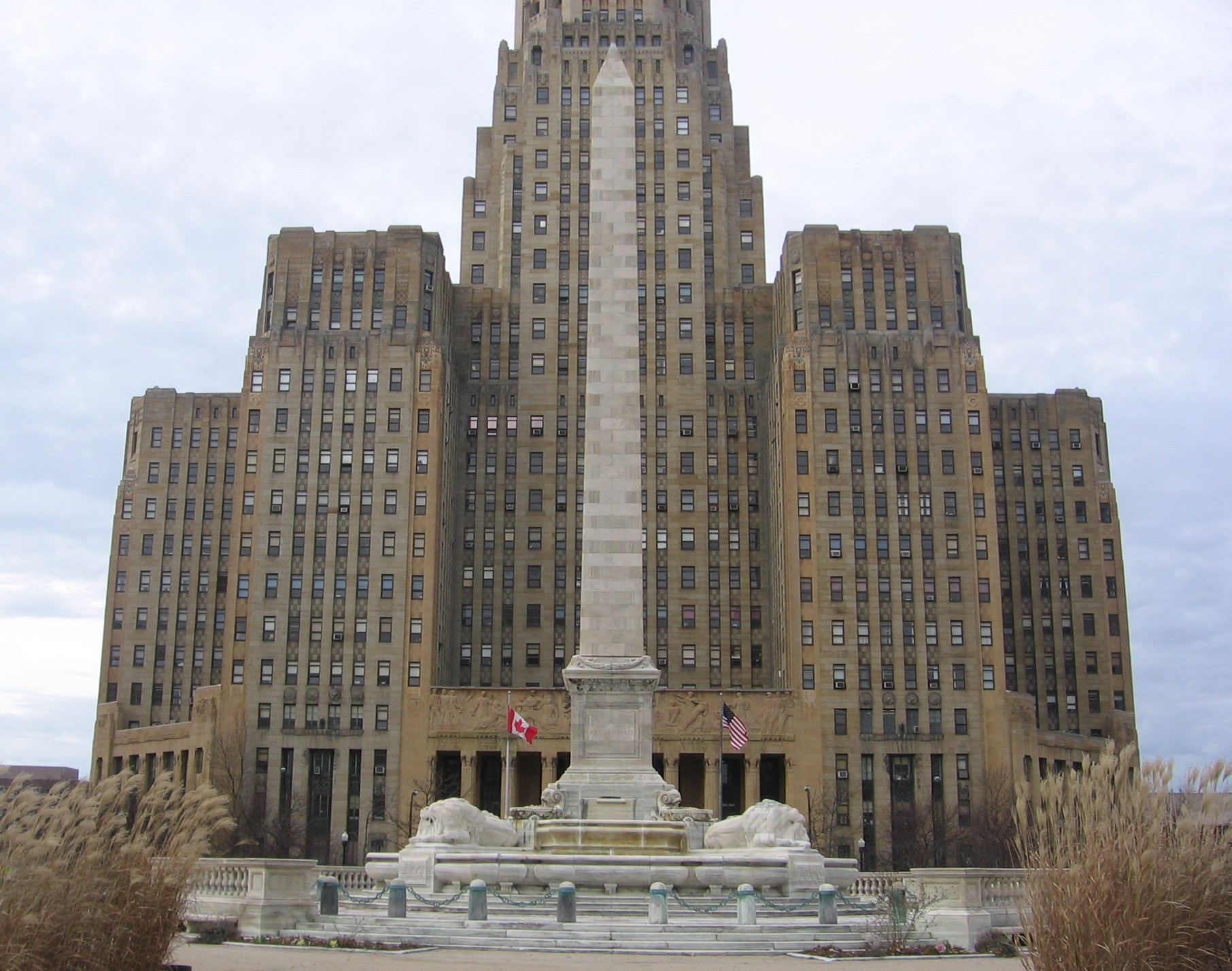
麦金莱纪念碑与布法罗市政厅

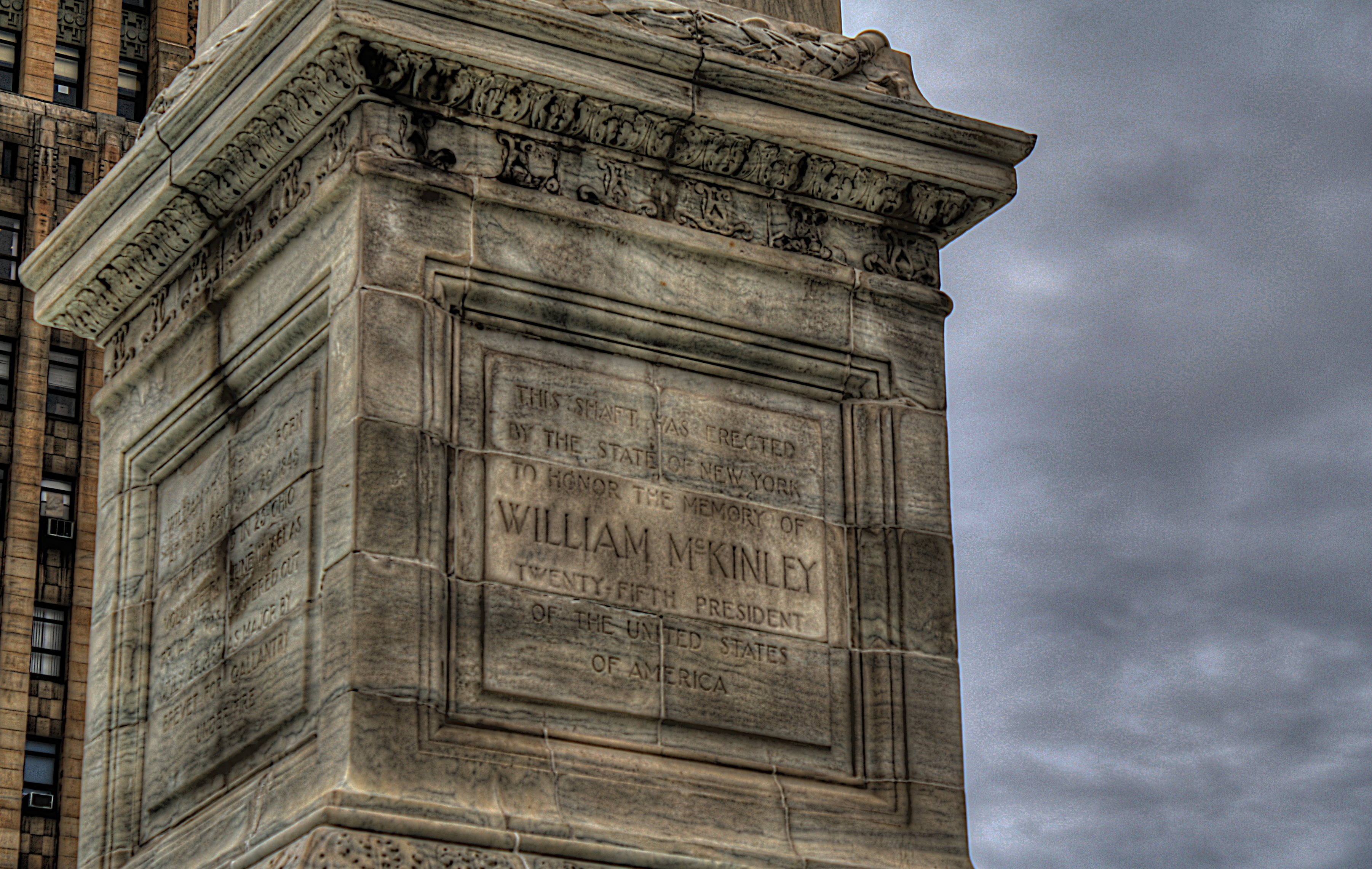

麦金莱纪念碑（McKinley Monument）是一座高96-英尺（29-）的方尖碑，位于美国纽约州布法罗市中心的尼亚加拉广场，布法罗市政厅前，该市所有主要道路汇合于此 。
麦金莱纪念碑由纽约州兴建，1907年9月6日揭幕，以纪念1901年9月6日在布法罗参观泛美博览会时遇刺的第25任美国总统威廉·麦金莱。2017年纪念碑进行了修复。